# Pierre H. Dubois
Pierre H. (Hubert) Dubois (Amsterdam, 2 juli 1917 - Den Haag, 24 maart 1999) was een Nederlands
dichter, prozaschrijver, vertaler, biograaf en criticus.

## Prijzen
- 1952 - Bijzondere prijs van de Jan Campert-stichting voor Een houding in de tijd
- 1953 - Als beste Nederlandse roman van 1952 was Een vinger op de lippen kandidaat namens Nederland voor de Premio Letterario Internazionale Venezia.
- 1964 - Ridder in de Orde van Oranje Nassau
- 1966 - Prijs voor literaire kritiek van de Maatschappij der Nederlandse Letterkunde
- 1969 - Roland Holst-prijs voor Marcellus Emants
- 1978 - Edo Bergsma-ANWB-prijs voor Schrijvers in hun landschap
- 1980 - Stadspenning van de Gemeente 's Gravenhage voor zijn bijdrage aan het culturele leven als kunstredacteur van Het Vaderland
- 1985 - Constantijn Huygensprijs voor zijn gehele oeuvre
- 1986 - Erelidmaatschap van de Haagse Kunstkring
- 1987 - Eredoctoraat bij Universiteit van Luik
- 1990 - Erelid van het Genootschap Belle de Zuylen
- 1993 - Gouden Ganzenveer voor zijn uitzonderlijke bijdrage aan het Nederlandse cultuurbezit, samen met Simone Dubois
- 1994 - Grote PUG-penning samen met Simone Dubois
- 1994 - Zilveren Akademiepenning samen met Simone Dubois-de Bruyn
- 1995 - Eredoctoraat bij Universiteit van Utrecht

## Vertalingen
Van de Belgische romancier Georges Simenon vertaalde Dubois in de jaren vijftig en zestig een zevental romans, waaronder de vuistdikke autobiografie Pedigree. Over Simenon schreef hij bovendien diverse essays. Ook vertaalde hij van de Franse intellectueel Jean-Paul Sartre het autobiografische Les Mots.